# Gmina Koprzywnica
Die Gmina Koprzywnica (anhörenⓘ) ist eine Stadt-und-Land-Gemeinde im Powiat Sandomierski der Woiwodschaft Heiligkreuz in Polen. Ihr Sitz ist die gleichnamige Stadt mit etwa 2500 Einwohnern.

## Geographie

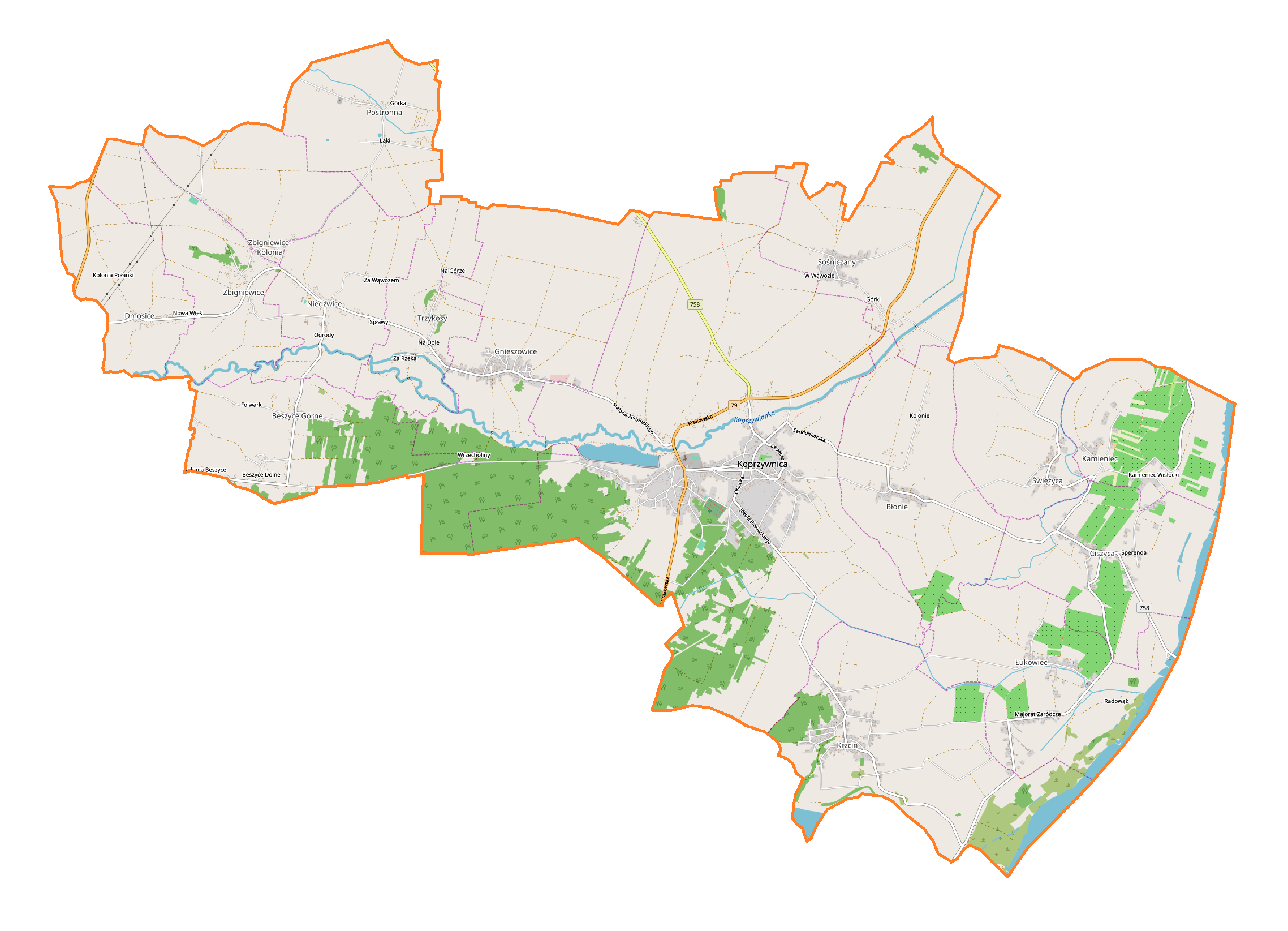
Karte der Gemeinde

Die Gemeinde grenzt im Osten an die Weichsel. Ihr Hauptort liegt am Flüsschen Koprzywianka, das jenseits der Gemeindegrenze in die Weichsel mündet.

## Geschichte
In den Jahren 1975 bis 1998 gehörte die Landgemeinde zur Woiwodschaft Tarnobrzeg. Im Jahr 2001 erhielt Koprzywnica das Stadtrecht und die Gemeinde ihren heutigen Status.

## Gliederung
Die Stadt-und-Land-Gemeinde (gmina miejsko-wiejska) Koprzywnica hat eine Fläche von 69,2 km² auf der etwa 6800 Menschen leben. Neben der Stadt selbst gehören folgende 15 Dörfer mit Schulzenämtern (sołectwa) zur Gemeinde:
Beszyce, Błonie, Ciszyca, Dmosice, Gnieszowice, Kamieniec, Krzcin, Łukowiec, Niedźwice, Postronna, Sośniczany, Świężyce, Trzykosy, Zbigniewice und Zbigniewice-Kolonia.

## Verkehr
Durch den Hauptort Koprzywnicas verläuft die Landesstraße DK79. Sie führt vom 130 Kilometer südwestlich gelegenen Krakau über Połaniec und Osiek nach Koprzywnica und in nördlicher Richtung weiter über Sandomierz bis ins 180 Kilometer entfernte Warschau.
Die Gemeinde besitzt keinen Anschluss an das Schienennetz.
Der nächste internationale Flughafen ist der etwa 60 Kilometer südöstlich gelegene Flughafen Rzeszów-Jasionka.